# Seinosuke Mitsuya
Seinosuke Mitsuya (* 4. Oktober in der Präfektur Osaka) ist ein japanischer Karate-Meister (9. Dan, Hanshi) und Schüler von Teruo Hayashi.

## Biografie
Seinosuke Mitsuya arbeitete bereits zu seiner Universitätszeit mit seinem Lehrer Teruo Hayashi zusammen und assistierte ihm im Karate- und Kobudō-Unterricht.
1971 ging er als offizieller internationaler Repräsentant des Japan-Karate-Do-Hayashi-Ha-Shitoryu-Kai nach Seattle und wurde dort technischer Leiter der Staaten Washington und Oregon. 1973 ging er nach Europa und bereiste Schweden, Frankreich, Italien, Spanien, Deutschland, England, Schweiz und Finnland. Seinosuke Mitsuya ist heute der höchste Repräsentant des Hayashi-Ha-Shitoryu weltweit, internationaler Leiter, Präsident und Gründer des Mitsuya-Kai International.
Sein bekanntester Schüler in Deutschland ist Girolamo Vermiglio, der Präsident des deutschen Karate-Stilrichtungs-Fachverbandes KHSD e.V., der deutschen Vertretung des Mitsuya-Kai International unter der Leitung von Seinosuke Mitsuya (8. Dan, Hanshi).